# Lijst van spelers van Cercle Brugge
Deze lijst omvat voetballers die bij de Belgische ploeg Cercle Brugge spelen of gespeeld hebben. De spelers zijn gerangschikt volgens alfabet.

## A
- Nacer Abdellah (1990-1993)
- Jacques Acket (1959-1961)
- Maurice Adamson (1907-1908)
- Xavier Aelter (1990-1991)
- André Aerts (1928-1931)
- Ernest Aerts (1920-1926)
- Lawrence Agyekum (2024 - heden)
- Muisi Ajao (1996-1997)
- Patrick Albert (1970-1976)
- Nabil Alioui (2018-2019)
- Johan Allemeersch (1961-1968)
- Germain Alleyn (1911-1923)
- Jasper Ameye (2013-2014)
- Christian Andersen (1975-1976)
- Anthony Annicaert (1997-1998)
- Albert Antjon (1965-1972)
- Kévin Appin (2018-2019)
- Wouter Artz (2006-2009)
- Kristof Arys (2003-2004)
- Isaac Asare (1997-1999)
- Erchard Auerbach (1978-1980)
- Felipe Augusto (2024 - heden)
- Alen Avdic (1998-1999)
- David Avonture (2000-2002)

## B
- Aimé Baas (1957-1962)
- Stipe Bačelić-Grgić (2014-2015)
- Loïc Badiashile (2019-2020)
- Albéric Baelen (1900-1901)
- Aimé Baert (1956-1958)
- Omer Baervoets (1953-1957)
- Dominique Baes (1911-1914)
- Louis Baes (1919-1934)
- Omer Baes (1908-1924)
- Grégorio Bakamonde (1977-1980)
- Grégorio Bahamonde (1977-1980)
- Gilbert Bailliu (1947-1966)
- Mushaga Bakenga (2012-2013)
- Amido Baldé (2011-2012)
- William Balikwisha (2019-2020)
- Alfons Ballegeer (1937-1944
- Ronny Ballegeer (1971-1973)
- Didier Bapupa (2001-2002)
- Leendert Barth (1981-1985)
- David Bates (2020-2021)
- Célestinus Bauwens (1942-1944)
- Alama Bayo (2024 - heden)
- Germain Becu (1922-1932)
- Roland Baelen (1973-1974)
- Ricky Begeyn (1998-2000, 2002-2005)
- Dirk Beheydt (1975-1984)
- Ignace Bekemans (1941-1947)
- Mehdi Beneddine (2016-2017)
- Albéric Berghman (1900-1901)
- Franck Bernhard (1900-1901)
- Paolino Bertaccini (2016-2017)
- Mohammed Berthé (2002-2004)
- Prudent Bettens (1971-1973)
- Bernard Beuken (1992-1996)
- Daniël Beun (1927-1928)
- Arthur Beuselinck (1941-1944)
- Erik Beyrens (1973-1976)
- Giulian Biancone (2019-2021)
- Michel Billen (1973-1974)
- Robert Billiet (1937-1946)
- Johnny Bleyaert (1988-1989)
- Maurice Blieck (1933-1936)
- Roger Blieck (1952-1956)
- Roger Blieck (1966-1969)
- Joseph Boereboom (1903-1906)
- Roland Boey (1971-1976)
- Johnny Bogaert (1966-1973)
- Joris Bogaert (1964-1972)
- Joaquín Boghossian (2013)
- Frederik Boi (2000-2011, 2013-2014)
- Zoran Bojović (1985-1987)
- Achille Bonami (1933-1935)
- Adrien Bongiovanni (2018-2020)
- Vital Borkelmans (2002-2004)
- Ronny Borloo (1986-1989)
- Axel Bossekota (2015-2016)
- Pierre Bourdin (2014-2017)
- Bojan Božović (2009-2011)
- Mitchell Braafhart (2013)
- Robert Braet (1928-1948)
- Sebastiaan Brebels (2016-2017)
- Benoit Brilleman (1919-1929)
- Jackie Brinckman (1956-1968)
- Geert Broeckaert (1978-1991)
- Gerard Brulez (1929-1930)
- Fernand Bruneel (1952-1956)
- Gianni Brunello (1984-1985)
- Bruninho (2024 - 2025)
- Paris Brunner (2024 - 2025)
- ,  Gianni Bruno (2017-2019)
- Sébastien Bruzzese (2021-2024)
- Ole Budtz (2002-2004)
- Thomas Buffel (2008-2009)
- Jules Bulckaert (1903-1911)
- Raoul Bullynck (1953-1954)
- Eric Buyse (1959-1970)
- Stephen Buyl (2013-2015, 2017-2018)
- Bart Buysse (2013-2015)
- Joe Bwalya (1991-1993, 1995-1998)
- Kalusha Bwalya (1985-1989)

## C
- Jinty Caenepeel (2015)
- Marc Calcoen (1977-1978)
- Raymond Callens (1957-1958)
- Abdoulaye Camara (2000-2001)
- Kader Camara (2002-2004)
- Alexander Camerman (1994-1997)
- Irvin Cardona (2017-2019)
- Francky Carlier (1967-1969)
- Peter Carly (1981-1992)
- Geraldo Carvalho (1968-1970)
- William Carvalho (2012-2013)
- Arne Cassaert (2019-2021)
- Edmond Casteleyn (1905-1906)
- Henri Catry (1910-1911)
- Ned Charles (1979-1980)
- Dimitrios Chatziisaias (2019-2020)
- Marius Cheregi (1993-1994)
- André Charlet (1948-1956)
- Aschwin Christina (2001-2002)
- Olivier Claessens (2009-2010)
- Adolphe Claeys (1900-01)
- Geert Claeys (1983-1988)
- Geoffrey Claeys (1992-1996)
- Jean Claeys (1920-1923)
- Octave Claeys (1903-1904)
- Rik Claeys (1986-1987)
- Roger Claeys (1939-1957)
- David Coeman (2001-2002)
- Geert Coens (1977-1982)
- Joseph Cools (1922-1926)
- Peter Cooman (1988-1992)
- Maurice Coopman (1962-1963)
- Davy Cooreman (1995-1998)
- Jo Coppens (2008-2014)
- Hans Cornelis (2009-2015)
- Karel Cornelissen (1985-1986)
- Alexander Corryn (2020-2022)
- Jean Corthouts (1973-1975)
- Lassana Coulibaly (2019-2020)
- Maurice Coulleit (1930-1931)
- Walther Coulleit (1926-1931)
- Paul Courant (1981-1986)
- Emile Cousin (1905-1906)
- Niels Coussement (2016-2017)
- Basil Cowan (1900-1901)
- Dimitri Craeye (1983-1986)
- Willy Craeye (1956-1958)
- Georges Crampe (1941-44)
- Maurice Crépain (1941-1958)
- Henri Croenen (1936-1937)
- Brazilië Crysan (2017-2018)

## D
- Leonardo Da Silva Lopes (2020-2024)
- Kouadio-Yves Dabila (2019-2020)
- Eric Daels (1960-1965)
- Björn Daeninck (2006-2007)
- Jesper Daland (2021 - 2024)
- Albéric Daled (1905-1913)
- Eric Damman (1961-1962)
- Raymond Danneels (1940-1950)
- Rubin Dantschotter (2005-2010)
- Willy Dasseville (1941-1944)
- Raoul Daufresne de la Chevalerie (1903-1907)
- Jacques Dautricourt (1936-1938)
- Reginald Dautricourt (1937-1938)
- Georges Daveloose (1937-1938)
- Mario David (1992-1993)
- Alfons De Backer (1938-1939)
- Dylan De Belder (2017-2020)
- Alex De Beule (1956-1966)
- Thomas De Bie (2016-2017)
- Prosper De Bois (1927-1937)
- Gerard De Breuck (1948-1952)
- Johan De Buyser (1966-1969)
- Marc De Buyser (1989-1995)
- Emile De Buysere (1923-1923)
- Robert De Buysere (1936-1946)
- Jacques De Caluwé (1951-1966)
- Jéröme De Caluwé (1901-1904)
- Robert De Caluwe (1956-1957)
- Alain De Clercq (1987-1990)
- Willy De Cock (1961-1966)
- Fernand De Corte (1938-1952)
- Maurice De Corte (1907-1912)
- Alphonse De Corte (1927-1936)
- Gino De Craemer (1983-1984)
- Steven De Croock (1998-1999)
- Aurel De Decker(1958-1959)
- Gilbert De Duytsche (1947-1949)
- Maurice Degraeve (1905-1906)
- Etienne De Grande (1945-1954)
- Albert De Gruyter (1933-1934)
- Wouter De Jonckheere (2000-2002)
- Dennes De Kegel (2014-2016)
- Albert De Kimpe (1942-1943)
- Jean De Koning (1978-1980)
- Arthus De Lissnyder (1912-1914, 1919-1922)
- Carlos De Loof (1919-1920)
- Jacques De Loof (1952-1953)
- Davy De Maertelaere (1998-1999)
- Firmin De Maerteleaere (1927-1928)
- Léon De Meester (1901-1902)
- Sam De Meester (2002-2003)
- Alain De Nil (1988-1992)
- Joachim De Plancke (1920-1922)
- Maurice De Preetere (1952-1953)
- Pieter De Quant (1972-1976)
- Joseph De Roo (1903-1904)
- Joseph De Rous (1947-1955)
- André De Schepper (1938-1939)
- Guillaume De Schryver (2016-2018)
- Albrecht De Sloovere (1933-1937)
- Willem De Sloovere (1925-1926)
- Albéric De Smedt (1901-1907)
- André De Smedt (1938-1939)
- Edgard De Smedt (1900-1901)
- Stijn De Smet (2003-2009)
- Georges De Snoeck (1962-1963)
- Carlos De Steur (1968-1972, 1975-1976)
- Johan De Stickere (1971-1972)
- Tom De Sutter (2006-2008)
- Sylverius De Vadder (1930-1933)
- Philibert De Vlaeminck (1984-1985)
- Guy De Vos (1970-1971)
- Marcel De Vos (1925-1928)
- Dirk De Vriese (1976-1978)
- Etienne De Vylder (1961-1962)
- Bartel De Waele (1985-1986)
- Filip De Waele (1974-1984)
- Nils De Wilde (2023 - heden)
- Patrick De Wispelaere (1983-1987)
- Roland De Wispelaere (1963-1968)
- Jimmy De Wulf (2003-2008)
- Joseph De Wulf (1900-1906)
- Léon De Wulf (1901-1912)
- Charles Debbaudt (1900-1901)
- Georges Debbaudt (1947-1953)
- Jilke Deconinck (2014-2015)
- Nico Deconinck (1993-1995)
- Robbe Decostere (2020-2023)
- Pol Decoussemaecker (1966-1967, 1971-1982)
- Luc Decoussemaecker (1983-1984
- Andy Degryse (1989-1990)
- Guy Dejaeghere (1987-1990)
- Dieter Dekelver (2004-2007)
- Giovanni Dekeyser (1996-2001, 2002-2003)
- Calvin Dekuyper (2019-2021)
- Benjamin Delacourt (2017-2019)
- Albrecht Delaender (1932-1934)
- Maxime Delanghe (2023-heden)
- Hervé Delesie (1980-1981)
- Joris Delle (2013-2014)
- André Deloof (1928-1933)
- Florent Deloof (1930-1933)
- Michel Deloof (1928-1936)
- Richardis Deloof (1901-1909)
- Dimitri Delporte (1994-1998)
- Olivier Deman (2018-2023)
- Noël Demey (1954-1962)
- Dirk Demeyer (1964-1970)
- Stéphane Demol (1993-1994)
- Matthijs Denier (1979-1980)
- Kévin Denkey (2021-2024)
- Ewout Denys (2006-2007)
- Fritz Denys (1912-1913)
- Edouard Deplancke (1908-1909)
- Joseph Deplancke (1912-1927)
- Peter Depoorter (1981-1982)
- Victor Derboven (1953-1958)
- Marcel Desaever (1935-1937)
- Philemon Desmaele (1958-1963)
- Geert Desmet (1971-1972)
- Rik Desplancke (1981-1984)
- Willy Destondeur (1932-1938)
- Aldom Deuro (2019-2021)
- Gérard Devos (1921-1930)
- Gino Devriendt (1984-1989)
- Danny Devuyst (1997-1999)
- Filip Dewaele (1974-1983)
- Gilles Dewaele (2013-2017)
- Jean-Marie Dewalleff(1984-1986)
- Patrick Dewispelaere (1985-1987)
- Filip D'Haemers (1981-1982)
- Kristof D'Haene (2010-2015)
- Aaron Dhondt (2014-2016)
- Andreas Dhondt (1926-1929)
- Stefaan D'Hondt (1993-1995)
- Valère Dhooge (1900-1901)
- Dick D'Hoore (1988-1989)
- Paul D'Hoore (1952-1953)
- Ibrahim Diakité (2024 - heden)
- Amadou Diallo (2016-2017)
- Raphaël Diarra (2016-2017)
- Francis Dickoh (2013)
- Thomas Didillon (2020-2022)
- Karel Dierickx (1934-1936)
- Sven Dobbelaere (1994-1998)
- Luciano Dompig (2011-2012)
- Godfred Donsah (2019-2020)
- Carlos Dos Santos (1997-1998)
- Cyrus Dos Santos (1989-1990)
- Lonsana Doumbouya (2015-2016)
- Guy Droessaert (1990-1992)
- Cyrille Druwel (1967-1968)
- Philippe Durpes (1998-2000)
- Noë Dussenne (2014-2015)

## E
- Osahon Eboigbe (2007-2008)
- Gaston Eeckeman (1955-1958)
- Gustaaf Eeckeman (1928-1946)
- Malamine Efekele (2024 - 2025)
- Walter Elegeert (1970-1971)
- Márton Eppel (2019-2020)
- Brian Etheridge (1959-1970)
- Yoann Etienne (2018-2019)
- Gaël Etock (2013-2014)
- Vincent Euvrard (2001-2002)
- Bernt Evens (2010-2013)

## F
- Samuel Fabris (2016-2017)
- Frøde Fermann (1996-1997)
- José Carlos Fernández (2008-2009)
- Matthias Feys (2004-2008)
- Yves Feys (1987-1997, 2000-2001)
- Dominic Foley (2009-2011)
- Lyle Foster (2019-2020)
- Abu Francis (2022 - heden)
- Didier Frenay (1987-1994)

## G
- Serge Gakpé (2018-2019)
- Jessy Galvez Lopez (2016-2017)
- Zezé Gambassi (1967-1968)
- Jean Pierre Gardin (1972-1976)
- Jordy Gaspar (2017-2018)
- Yann Gboho (2022 - 2024)
- Johan Geeraets (1999-2000)
- Sven Geldof (1997-1999)
- Omer George (1945-1946)
- Hans Gerard (1957-1960)
- Michael Gernsøe (1996-1997)
- Daniel Giraldo (1923-1933)
- Fabio Giuntini (1999-2000)
- Igor Gjuzelov (2006-2011)
- Merveille Goblet (2020-2022)
- Joey Godee (2013-2015)
- Maurice Goderis (1951-1952)
- Georges Goegebeur (1900-1901)
- Leo Goegebuer (1933-1934)
- Marcel Goeminne (1948-1950)
- Honour Gombami (2006-2011)
- Dalangunypole Gomis (2024 - heden)
- Alimami Gory (2019-2020)
- Fernand Goyvaerts (1971-1973)
- Christophe Grondin (2004-2007)
- Eidur Gudjohnsen (2012)

## H
- Bernard Haazen (1905-1906)
- Rudi Haleydt (1981-1983)
- Ovidiu Hanganu (1993-1995)
- Pierre Hanon (1970-1973)
- Jean Marcelin (2020-2023)
- Faris Haroun (2014-2017)
- László Hársányi (1981-1982)
- Besnik Hasi (2007-2008)
- Mouez Hassen (2019-2020)
- Kylian Hazard (2018-2022)
- Alain Henderickx (1976-1978)
- Wim Henneman (1991-1999)
- Maurice Herreboudt (1900-1905)
- Raymond Herreboudt (1927-1939)
- Benoni Herssens (1935-1936)
- Juliaan Herssens (1935-1937)
- André Heyns (1946-1952)
- Dirk Hinderyckx (1980-1981)
- Kévin Hoggas (2017-2021)
- Max Höllriegel (1963-1967)
- Joël Hoste (1941-1943, 1945-1953)
- Dino Hotić (2019-2023)
- Marcel Houwen (1931-1937)
- Guillaume Hubert (2019-2020)
- Arjan Human (1997-1999)

## I
- Oleg Iachtchouk (2007-2012)
- Ion Ionescu (1970-1972)
- Franco Ionivo (1990-1991)
- Patrick Ipermans (1986-1989)
- Zoran Ivsic (1986-1987)
- Pierre Iweins d'Eeckhoutte (1904-1905)

## J
- Georges Jacobus (1941-1949)
- Walter Jacobus (1929-1930)
- Romain Janssen (1901-1902)
- Joseph Janssens (1906-1907)
- Kevin Janssens (2011-2013)
- Nordin Jbari (2003-2004)
- Ive Jerolimov (1987-1989)
- Virgall Joemmankhan (1987-1988)
- Luke Jones (2005-2006)
- Sævar Jónsson (1981-1985)
- Thomas Jutten (2016)

## K
- Junior Kabananga (2013-2015)
- Emmanuel Kakou (2024 - heden)
- Tony Kane (2006-2007)
- Franck Kanouté (2020-2022)
- Mohamed Kanu (1999-2004)
- Kanu (2008-2009)
- Branko Karačić (1989-1993)
- Mikhail Karassov (2001-2002)
- Emilio Kehrer (2022 - 2023)
- Dejan Kelhar (2009-2011)
- Alfred Kennedy (1901-1902)
- Gilbert Kerrebrouck (1945-1948)
- Emile Keukelinck (1911-1912)
- Vahram Kevorkian (1903-1905)
- Roland Keygaert (1971-1972)
- Medhi Khchab (2016-2017)
- Lorenz Kindtner (1999-2000)
- Tomislav Kis (2016-2017)
- Gerrie Kleton (1976-1978)
- Isaac Koné (2017-2019)
- Ernest Konon (1998-2000)
- Wim Kooiman (1980-1988, 1994-1998)
- Andi Koshi (2018-2022)
- Peter Közle (1988-89)
- Kees Krijgh (1979-1981)
- Edi Krnčević (1984-1986)
- Tom Krommendijk (1988-1989)
- Nicaise Kudimbana (2011-2012)
- Luciaan Kyndt (1948-1952)

## L
- Tomas Labun (2002-2004)
- Lionel Lardon (1999-2000)
- Patrick Lagrou (1975-1978)
- Charles Lahousse (1912-1923)
- Bert Lamaire (1988-1997)
- Raymond Lamaire (1938-1942)
- Willy Lambert (1960-1961)
- Benjamin Lambot (2015-2019)
- Jürgen Landuyt (1999-2002)
- Bas Langenbick (2024 - heden)
- François Lantsoght (1910-1913)
- Paul Lantsoght (1930-1933)
- Raphaël Lapeire (1970-1975)
- Kari Laukkanen (1986-1987)
- Christophe Lauwers (1990-1996)
- Frans Lefevere (1932-1938)
- Philippe Lejour (1968-1969)
- Stanislas Lekens (1900-1910)
- Antoon Leleu (1934-1937)
- Charles Leleu (1903-1906)
- Félix Lemaréchal (2023-2024)
- Gilles Lentz (2016-2017)
- Klaas Lesage (1979-1999)
- Willy Leyssens (1984-1985)
- Gilbert Libon (1972-1973)
- Arthur Liénard (1907-1908)
- Jonas Lietaert (2019 - heden)
- Joseph Lips (1947-1948)
- Zoltan Locskai (1960-1961)
- Dominic Longo (1992-1995)
- Frans Loos (1955-1957)
- Geert Lootens (1977-1981)
- Anderson López (2017-2019)
- Albert Lowyck (1950-1953)
- Frans Lowyck (1912-1926)
- Jean Lucker (1902-1907)
- Raoul Lucker (1928-1931)
- Xavier Luissint (2016-2017)
- Arnaud Lusamba (2018-2019)

## M
- Luc Maenhoudt (1981-1982)
- Mathieu Maertens (2014-2017)
- Gaston Maes (1942-1952)
- Gino Maes (1982-1984)
- Omer Maes (1908-1910)
- Steven Maes (1997-2000)
- Jerry Maeseele (1975-1976)
- Armand Mahan (2007-2008)
- Mehdi Makhloufi (2000-2001)
- Gregoor Maieu (1932-1942)
- Gary Magnée (2024 - heden)
- Christian Mahour (1999-2002)
- Radosław Majecki (2022 - 2023)
- Henri Mallet (1949-1953)
- Kennedy Malunga (1987-1988)
- Angelo Maraldo (1946-1948)
- Henrique Marcos Lucas (1997-1999)
- Issa Marega (2019)
- Ragnar Margeirsson (1982-1983)
- Dieudonné Martens (1924-1929)
- Florimond Martens (1926-1927)
- Lodewijk Martens (1930-1937)
- Maarten Martens (2015)
- Jan Masureel (2001-2006)
- Albert Masyn (1921-1922)
- Germain Masyn (1905-1913)
- Gustave Matthijs (1913-1914)
- Laurant Matthys (1951-1952)
- Kofi Mbeach (1992-1998)
- Guy Mbenza (2020-2020)
- Ilombe Mboyo (2016-2017)
- Andréa Mbuyi-Mutombo (2011-2012)
- Xavier Mercier (2017-2019)
- Gregory Mertens (2011-2013)
- Filip Messens (1979-1983)
- Gustaaf Messens (1956-1957)
- Franky Mestdagh (1984-1991)
- Niels Mestdagh (2011-2015)
- Harold Meyssen (2003-2006)
- Senna Miangue (2021 - 2025)
- Albert Michiels (1959-1962)
- Albert Milleville (1900-1901)
- Milenko Milošević (2003-2007)
- Alan Minda  (2023 - heden)
- Nenad Mišković (2004-2006)
- Marcel Mitchell (1966-1967)
- John Moelaert (1957-1966)
- Bernard Moerman (1977-1980)
- Rudy Moerman (1987-1988)
- Peter Mollez (2003-2005)
- Gaetano Monachello (2013)
- Armand Mondakan (2007-2008)
- Urbain Monte (1941-1942)
- Maurice Moreeuw (1906-1911)
- Willy Mortier (1957-1966)
- Lennart Moser (2019-2020)
- Marc Mouton (1968-1969)
- Gino Moyaert (2000-2003)
- Ibad Muhamadu (2006)
- Olivier Mukendi (2010-2011)
- Dorinel Munteanu (1993-1995)
- Anthony Musaba (2020-2021)
- Charly Musonda (1986-1987)
- Aleksandar Mutavdžić (2006-2007)
- Ignace Muylle (1921-1925)
- Josephus Muylle (1904-1907)
- Albian Muzaqi (2015)

## N
- Albertus Naert (1937-1945)
- Leo Naessens (1921-1922)
- Maurits Naessens (1926-1927)
- Raymond Naessens (1919-1925)
- Stéphan Narayaninnaiken (2001-2003)
- Paul Nardi (2017-2019)
- Günther Nasdalla (1976-1978)
- Arne Naudts (2011-2017)
- Flávio Nazinho (2023 - heden)
- Ismaila N'Diaye (2014-2015)
- Gyula Nemes (1961-1962)
- Renato Neto (2010-2012)
- Frank Neve (1983-1985)
- Benny Nielsen (1971-1974)
- Johnny Nierynck (2000-2004)
- Luc Noë (1976-1977)
- Célestin Nollet (1912-1924)
- Leon Nollet (1957)
- Michel Nollet (1906-1910)
- Kenneth Notte (2002-2004)
- Patrick Notteboom (1978-1980)
- Roger Notteboom (1958-1964)
- Erick Nunes (2024 - heden)
- Camille Nuwel (1912-1914)
- Vusumuzi Nyoni (2006-2010)
- Raphaël N'Zoko (1987-1988)
- Polo Nzuzi (2000-2001)

## O
- Kazeem Olaigbe (2023 - heden)
- Morten Olsen (1972-1976)
- Aboud Omar (2018-2019)
- Johanna Omolo (2017-2021)
- Raymond Orban (1943-1946)
- Richard Orlans (1961-1962)
- William Osei Berkoe (1991-1998)
- Abdoul Kader Ouattara (2023 - heden)
- William Owusu Acheampong (2010-2011)

## P
- Kevin Packet (2009-2010)
- ,  Lloyd Palun (2017-2019)
- Bart Pannecoucque (2000-2001)
- Jonathan Panzo (2019-2020)
- Joeri Pardo (1998-1999)
- Ernest Patfoort (1910-1913)
- Strahinja Pavlović (2021)
- Jan Ove Pedersen (1997)
- Stef Peeters (2019-2020)
- André Perot (1957-1962)
- Lucas Perrin (2025)
- Marcel Pertry (1943-1955)
- Sergio Peter (2005)
- Alfons Pettens (1942-1947)
- Philip Piedfort (1998-2000)
- Marceau Pillaert (1952-1953)
- Brian Pinas (2005-2007)
- Francesco Pirelli (1982-1983)
- Darko Pivaljević (2004-2007)
- Tim Plovie (1998-1999)
- Robert Poelvoorde (1936-1942)
- Arthur Pollet (1907-1908)
- Rudy Poorteman (1979-1991)
- René Popelier (1962-1965)
- Boris Popovic (2021 - 2024)
- Anthony Portier (2005-2013)
- Fernand Proot (1923-1928)
- Roger Proot (1924-1937)
- Joseph Pruüost (1910-1914)
- Milan Purović (2011)

## Q
- Maurice Quaghebeur (1933-1934)
- Alex Querter (1978-1982)
- Camille Quintens (1900-1901)

## R
- André Raes (1982-1987)
- Thierry Raskin (1989-1992)
- Serge-Philippe Raux-Yao (2020-2022)
- Christiaan Ravych (2022 - heden)
- Nuno Reis (2010-2012, 2014)
- René Renson (1924-1929)
- Björn Renty (1994-1998)
- Charles Reuse (1923-1926)
- Emile Reuse (1908-1912)
- Felix Reuse (2008-2009)
- Albert Reychler (1928-1929)
- Reynaldo (2010-2011)
- Rodalph Richards (1998-2001)
- Saint Clair Robson (1997-1998)
- Hector Rodas (2017-2019)
- Björn Roets (1998-1999)
- Marcel Roeykens (1956-1957)
- Pierre Roggeman (1946-1954)
- Paulus Roiha (2004-2006)
- Marin Roje (1949-1962)
- Eloy Room (2024- 2025)
- Alberic Roose (1908-1912)
- André Roose (1932-1934)
- Hajrundin Rovčanin (1986-1987)
- Rudy (2011)
- Albert Ruysschaert (1931-1932)
- Arthur Ruysschaert (1925-1944)
- Willy Ryckebusch (1954-1955)
- Adrien Ryde (1945-1948)
- Etienne Ryde (1949-1953)

## S
- Idriss Saadi (2019-2020)
- Joeri Sabbe (1994-1999)
- André Saeys (1928-1935, 1941-1942)
- Louis Saeys (1903-1927)
- Sylvain Saeys (1904-1905)
- Richard Saker (1900-1901)
- Sanda Sanda (2000-2001)
- Luc Sanders (1963-1969)
- Paul Sanders (1982-1988)
- Carlos Scheerens (1962-1966)
- Achile Schelstraete (1913-1924)
- Philippe Schepens (1977-1986)
- Gérard Schoofs (1928-1929)
- André Schoonbaert (1956-1958)
- Georges Schotte (1941-1942)
- Jelle Schotte (2008-2010)
- Pierre Schotte (1947-1957, 1958-1960)
- Roger Schotte (1954-1957)
- Paul Schouppe (1976-1978)
- Tibor Selymes (1993-1996)
- Papa Sene (2011-2013)
- Björn Sengier (2000-2002)
- Serhij Serebrennikov (2006-2011)
- Tony Sergeant (2008-2011)
- Robert Serru (1951-1962)
- Yilli Shehu (1995-1997)
- Ronny Sierens (1972-1975)
- Jurica Siljanoski (2000-2001)
- Leandro Simioni (1996-1997)
- Jan Simoen (1980-1981)
- François Simoens (1908-1909)
- Laurenz Simoens (2015-2017)
- Roger Simoens (1964-1965)
- Franky Simon (1962-1975)
- Willy Sinack (1971-1973)
- Frank Sinalo (1986-1987)
- Hugo Siquet (2023 - 2024)
- Thierry Siquet (1991-1997)
- Alphonse Six (1907-1912)
- Didier Six (1980)
- Jules Six (1900-1901)
- Juliaan Six (1900-1908
- Robert Skibsted (1996-1997)
- Søren Skov (1977-1982)
- Adhémar Slabbinck (1945-1958)
- Slobodan Slović (2004-2008)
- Tim Smolders (2012-2015)
- André Snauwaert (1941-1942)
- Kristof Snelders (2007-2009)
- Kurt Soenens (1984-1997)
- Ghislain Somers (1946-1952)
- Thibo Somers (2019-heden)
- Robert Somers (1962-1965)
- Alhassane Soumah (2016-2017)
- David Sousa Albino (2021 - 2023)
- Mauritius Soyez (1938-1939)
- Alessio Staelens (2013-2014)
- Fabrice Staelens (1995-1998)
- Ilie Stan (1995-1997)
- Sébastien Stassin (2001-2004)
- Steve Stellamans (1998-2001)
- Johan Sterckx (1980-1981)
- Jan Steyaert (1977-1979)
- Dirk Stock (1988-1989)
- Andy Stroy (1998-2000)
- Fernand Strubbe (1951-1954)
- Joannes Strubbe (1904-1906)
- Maurice Strypsteen (1911-1913)
- Ward Stubbe (2013)
- Richard Sukuta-Pasu (2014-2016)
- Modest Survée (1927-1928)
- Djordje Svetlicic (2003-2006)
- Zbigniew Świętek (1997-1998)
- Walter Swimberghe (1941-1943)

## T
- Ricky Talan (1981-1982)
- Emmanuel Talloen (1979-1982)
- Albrecht Tanghe (1933-1939)
- Günther Tanghe (1997-1998)
- Jérémy Taravel (2017-2021)
- Obidiah Tarumbwa (2008-2009)
- Gilbert Thibaut de Maisières (1936-1938)
- Guy Thys (1954-1958)
- Arthur Timmerman (1912-1914)
- Etienne Timmerman (1928-1929)
- Jerko Tipurić (1989-1992)
- Jürgen Todebusch (1970-1972)
- Jerry Tondelua (1997-1999)
- Gábor Torma (1994-1997)
- Guévin Tormin (2017-2019)
- Karel Traen (1935-1939, 1941-1943)
- Octave Traen (1907-1909)
- Adama Traoré (2018-2019)
- Lodewijk Trypsteen (1942-1944)

## U
- Michael Uchebo (2012-2014)
- Ayase Ueda (2022 - 2023)
- Naomichi Ueda (2018-2021)
- Iké Ugbo (2020-2021)
- Kari Ukkonen (1982-1986)
- Edgaras Utkus (2021 - heden)

## V
- Nico Vaesen (1993-1995)
- Sam Valcke (2014-2016)
- Vít Valenta (2005-2006)
- Thibaut Van Acker (2013-2016)
- Willy Van Acker (1949-1950)
- Edgard Van Bocxstaele (1905-1907)
- Emile Van Cappel (1922-1926)
- Albert Van Cleynenbreugel (1930-1932)
- Albert Van Coile (1919-1927)
- Camiel Van Damme (1943-1944)
- Jens Van Damme (1941-1944)
- Miguel Van Damme (2014-2022)
- Léon Van de Vijver (1954-1955)
- Richard Van de Walle (1900-1902)
- Serge Van de Walle (1992-1994)
- Marc Van den Abeele (1977-1978)
- Hans Van Den Broeck (1984-1986)
- Silveer Vanden Berghe (1945-1953)
- Aimé Vanden Weghe (1906-1907)
- Brecht Van Der Beke (2011-2013)
- Hannes Van der Bruggen (2021-heden)
- Jan Van der Hoeven (1949-1953)
- Robert van der Schildt (1902-1903)
- Léon Van Eeghem (1901-1902)
- Carlos Van Eenoo (1959-1959)
- Geert Van Eenoo (1994-2000)
- Lukas Van Eenoo (2008-2013)
- Richard Van Gassen (1953-1958)
- Cyrille Van Haverbeke (1923-1924)
- Hendrik Van Hende (2001-2002)
- Eugeen Van Hoorickx (1923-1931)
- Léopold Van Hoorickx (1925-1928)
- Koen Van Hove (1984-1985)
- Arthur van Huizen (1984-1987)
- Bram van Kerkhof (1974-1985)
- Joseph Van Kersschaever (1928-1929)
- Marc Van Lancker (1972-1973)
- Gianni Van Landschoot (2013)
- André Van Lommel (1974-1977)
- Daniel Van Loo (1965-1968)
- Willy Van Loo (1933-1936)
- Albert Van Loocke (1930-1934)
- Achille Van Maele (1903-1906)
- Fernand Van Middel (1941-1953)
- Tom Van Mol (2004-2008)
- Hennie van Nee (1969-1970)
- Firmin Van Pottelberghe (1933-1938)
- Urbain Van Pottelberghe (1931-1944)
- Henri Van Poucke (1924-1939)
- Walter Van Poucke (1970-1977)
- Kristoff Van Robays (1999-2004)
- Médard Van Rolleghem (1926-1928)
- Karel Van Roose (2010-2017)
- Hans Van Someren (1980-1981)
- Joseph Van Tomme (1933-1935)
- Joseph Van Vlaenderen (1957-1960)
- Robert Van Vlaenderen (1936-1950)
- Frans Van Walleghem (1908-1909)
- Joseph Van Wassenhove (1908-1910)
- Wesley Vanbelle (2015-2018)
- André Vandamme (1952-1958)
- Johan Vandenabeele (1935-1939)
- Gregoire Vandenbroele (1924-1927)
- Bram Vandenbussche (2000-2009)
- Brian Vandenbussche (2017-2019)
- Francky Vandendriessche (2005-2007)
- Hugo Vandenheede (1981-1984)
- Michel Vanderbauwhede (1920-1932)
- Luc Vanderbeken (1974-1975)
- Jozef Vandercruyssen (1953-1955)
- Delphin Vanderhaegen (1961-1967)
- Yves Vanderhaeghe (1987)
- Luc Vanderschommen (1976-1980)
- Jan Vanderweeën (1978-1983)
- Eric Vandewiele (1964-1966)
- Jan Vandyck (1920-1921)
- Wim Vandycke (1977-1978)
- Kris Vangaever (1989-1990)
- Franky Vanhaecke (1971-1975)
- Flavien Vanhalme (1919-1926)
- Florimond Vanhalme (1911-1931)
- Marcel Vanhalme (1941-1948)
- Jozef Vanhecke (1934-1937)
- Cédric Vanhee (2011)
- Erwin Vanhoucke (1983-1984)
- Willy Vanhoucke (1943-1944)
- Frans Vanhoute (1907-1925)
- Charles Vanhoutte (2020-2023)
- André Vanhullebus (1945-1948)
- Dominique Vanmaele (1996-1998)
- Henri Vanpoucke (1924-1939)
- Julien Vanpoucke (1930-1933)
- Medrard Vanstenkiste (1943-1944)
- Jef Vanthournout (1983-1990)
- Wietse Veenstra (1976-1979)
- Dimitar Velkovski (2019-2023)
- Bram Verbist (2007-2013)
- André Verbruggen (1930-1937)
- Edmond Verbruggen (1900-1914)
- John Vercammen (1975-1979)
- Luc Vercammen (1969-1971)
- Robert Vercruysse (1945-1946)
- Fabio Vergucht (2001-2002)
- Bernard Verheecke (1973-1976, 1983-1985)
- Jan Verhelst (2001-2004)
- Marc Verheye (1960-1961)
- Roger Verkeyn (1966-1970)
- Ayron Verkindere (2014-2017)
- Raoul Verleye (1949-1958)
- Julien Vermeersch (1936-1939)
- Maurice Vermeersch (1903-1905)
- René Vermeersch (1926-1903)
- Charles Vernimme (1926-1931)
- Camille Verriest (1901-1903)
- Jules Verriest (1965-1981)
- Adri Versluys (1974-1977)
- Aimé Verstraete (1900-1901)
- Edmond Verté (1945-1953)
- Igor Vetokele (2011-2012)
- Denis Viane (1997-2011)
- Arnar Viðarsson (2008-2013)
- Christophe Vincent (2016-2019)
- Vitinho (2018-2022)
- Andy Vlahos (2003-2005)
- Albert Vollekindt (1931-1932)
- Roman Vonášek (2003)
- Jelle Vossen (2009-2010)
- Zdenko Vukasović (1969-1972)
- Raphaël Vyncke (1904-1906)

## W
- Andreas Wagner (1979-1980)
- WANG Yang (2009-2013)
- Gustavus Wardenier (1900-1903)
- Warleson (2020-heden)
- Jerome Watt (2004-2005)
- Josip Weber (1988-1994)
- Edouard Weghsteen (1900-1908)
- Willy Wellens (1991-1993)
- Olivier Werner (2014-2015)
- Alfred Willems (1905-1906)
- Dwight Wille (2007-2009)
- Stef Wils (2012-2015)
- Didier Wittebole (1986-1987)
- Dieter Wittesaele (2006-2007)
- Gilbert Wittevrongel (1949-1950)
- Robert Wittevrongel (1958-1964)
- Etienne Wybaillie (1945-1948)
- Roger Wybo (1954-1955)

## Y
- Yvan Yagan (2015-2017)

## Z
- Marcel Zanders (1969-1970)
- Pieter Zeenaeme (1998-2002)

RSC Anderlecht ·
Antwerp FC ·
Beerschot AC ·
Beerschot VA ·
KSK Beveren ·
Rupel Boom ·
Cercle Brugge · 
Club Brugge ·
KRC Genk ·
KAA Gent · 
KV Kortrijk ·
OH Leuven ·
Lierse SK ·
RFC de Liège ·
KSC Lokeren ·
Lommel SK ·
KV Mechelen ·
Royal Excel Moeskroen ·
RAEC Mons ·
KV Oostende ·
RFC Seraing ·
STVV ·
Sporting Charleroi ·
Standard Luik ·
AFC Tubize ·
Union SG ·
KVC Westerlo ·
SV Zulte Waregem